# Hangman's Chair
Hangman's Chair est un groupe français de sludge et stoner metal, originaire de l'Essonne. Formé en 2005, le groupe publie son premier album studio, (A Lament for...) The Addicts, en 2007. Il est suivi par Leaving Paris (2010), Hope///Dope///Rope (2012),  This is Not Supposed to Be Positive (2015) et Banlieue Triste (2018)

## Historique
Hangman's Chair est formé en 2005, par des musiciens du groupe de sludge metal  En 2006, le groupe sort un split CD avec Eibon, suivi en 2007 par leur premier album intitulé (A Lament for...) The Addicts. Le style musical du groupe rappelle alors celui des américains de Down. Durant cette période, le groupe joue régulièrement avec Eibon, God Damn, Rising Dust ou Arkangel et joue en ouverture de concerts français de groupes internationaux tels que Heavy Lord, Capricorns, Alabama Thunderpussy, Karma to Burn, High on Fire, ou Children of Bodom. En 2008, Cédric Toufouti devient leur nouveau chanteur et le bassiste d'Arkangel, Clément Hanvic, rejoint le groupe. En 2009, ils font la connaissance de Selim Lemouchi à l'occasion d'un concert en ouverture de The Devil's Blood, à Rotterdam, aux Pays-Bas. 
À la suite du décès de leur ancien guitariste Sid Ahmed, un concert hommage intitulé One Love Reunion réunit en mars 2010 Hangman's Chair, L'Esprit du Clan, Eibon, et les reformations de deux anciens groupes des membres de Hangman's Chair : Knockoutz et Es la Guerilla.L'album Leaving Paris sort en 2010. Cette même année, Hangman's Chair décide de continuer sous la forme d'un quatuor après le départ du guitariste Adrien Lederer. Deux ans plus tard, en 2012 sort l'album Hope///Dope///Rope.
En 2015, le groupe publie son quatrième album, This is Not Supposed to Be Positive. En 2016, Hangman's Chair est programmé dans le cadre de festivals internationaux tels que le Hellfest, le Roadburn Festival ou le Desertfest Belgium.
2018 : Hangman's Chair sort Banlieue Triste en France, toujours sur le label Music fear Satan et signe à l'international chez Spinefarm Records qui sort le 7 septembre leur dernier album, partout dans le monde.

## Membres

### Membres actuels
- Julien Chanut - guitare (depuis 2005)
- Mehdi Birouk Thépegnier - batterie (depuis 2005)
- Clément Hanvic - basse (depuis 2008)
- Cédric Toufouti - chant, guitare (depuis 2008)

### Anciens membres
- Adrien Lederer - guitare (?-2010)
- Bernard Quarante - basse (?-2008)
- Keo Nakphoumin - chant (2005-2008)
- Sid Ahmed « Tleta » Azzouni - guitare (2005-?) : décédé le 11 février 2010[8]

## Discographie

### Albums studio
- 2007 : (A Lament for...) The Addicts
- 2010 : Leaving Paris
- 2012 : Hope///Dope///Rope
- 2015 : This is Not Supposed to Be Positive (Dooweet)
- 2018 : Banlieue triste
- 2022 : A Loner (Nuclear Blast)[9]
- 2025 : Saddiction

### Splits
- 2006 : Eibon / Hangman's Chair
- 2012 : Drawers / Hangman's Chair
- 2014 : Acid Deathtrip / Hangman's Chair
- 2017 : Greenmachine / Hangman's Chair